# Sutton (Nebraska)
Sutton é uma cidade localizada no estado americano de Nebraska, no Condado de Clay.

## Demografia
Segundo o censo americano de 2000, a sua população era de 1447 habitantes.
Em 2006, foi estimada uma população de 1374, um decréscimo de 73 (-5.0%).

## Geografia
De acordo com o United States Census Bureau, a localidade tem uma área de 4,4 km², sem área coberta por água. Sutton localiza-se a aproximadamente 512 m acima do nível do mar.

## Localidades na vizinhança
O diagrama seguinte representa as localidades num raio de 20 km ao redor de Sutton.